# 范上娥
范上娥（1942年—），广东潮阳人，是古筝演奏家、教育家。

## 生平
1942年出生于上海，1954年考进上海音乐学院附屬中學学习钢琴。為響應当时政府号召音乐“民族化”，在1958年改学古筝，1961年考入上海音乐学院民乐系古筝专业，师从「浙江派」代表人物王巽之，曹正和郭鹰等，学习各流派的筝曲。在學期間和同學項斯華、王昌元、孫文妍、張燕等人，協助王巽之記譜整理浙江箏曲，並編寫了上海音樂學院第一部古箏系列教程。古琴家成公亮亦為其同學。
1966年毕业，被分配到北京电影乐团担任古筝演奏员。文化大革命時随乐团被「下放改造」，1973年在被周恩来召回北京，從事电影配乐。
1980年代至1990年代間，先后到日本、西欧、瑞典、加拿大等地演出。於1981年在香港音乐节演奏《汨罗江幻想曲》及電視劇《红楼梦》中一些插曲。
1992年7月移民加拿大，并创立“范上娥古筝学院”。现居多伦多市士嘉堡（Scarborough）。

## 作品
- 《粼波曲》（与人合著，旧名《红旗渠水到俺村》）
- 《银河碧波》
- 《雪山春晓》（与格桑达吉合著）
- 《梁祝》（古筝版）